# Longshan-Kultur

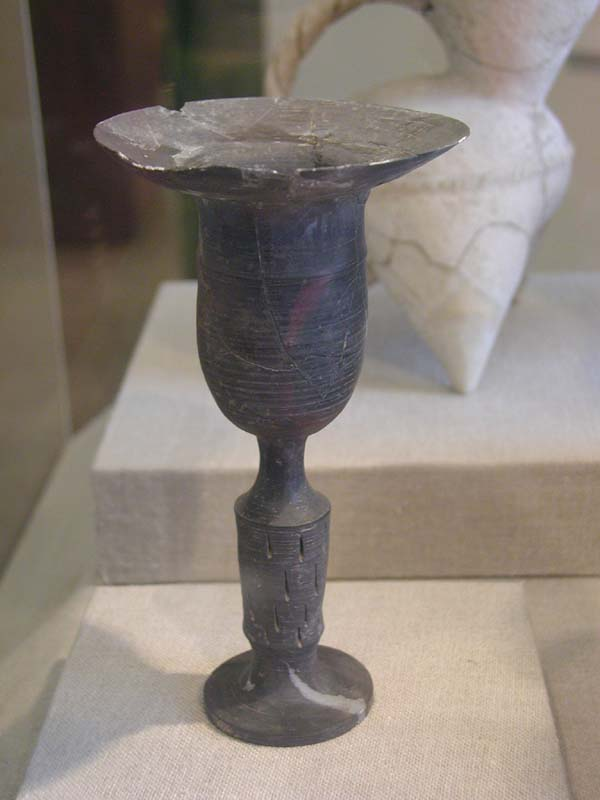
Eierschalenkeramik

Die Longshan-Kultur (chinesisch 龍山文化 / 龙山文化, Pinyin Lóngshān wénhuà) war eine späte neolithische Kultur am mittleren und unteren Gelben Fluss in China. Benannt wurde sie nach der Landschaft Longshan (d. h. „Drachengebirge“, „Drachenberg“) in der Provinz Shandong, wo 1929 die ersten Funde dieser Kultur gemacht wurden. Sie wird je nach Quelle etwa auf die Zeit von 3200 v. Chr. bis 1850 v. Chr. datiert.
Die Longshan-Kultur mit ihrer schwarzen Keramik überlagerte die Yangshao-Kultur (das heißt die Kultur der gemalten Töpferei, 5000–3000 v. Chr.) zumindest in der Provinz Henan. In anderen Gebieten könnten beide Kulturen aber auch nebeneinander bestanden haben. 
Kennzeichnend für Longshan ist eine spezielle Art von Keramik. Sie hat eine glänzende schwarze oder graue Oberfläche, wenig Dekoration und ist manchmal so dünnwandig wie eine Eierschale.
Zunächst (ca. 3000 v. Chr.) verwendete man eine graue Ware mit Schnur-, Matten- oder Kerbdekor, oft auch schwarzer Bemalung auf rotem Grund. Danach breitete sich diese feine, harte, dünnwandige und glänzend schwarze Keramik aus, für die schwarzer, das heißt eisenreicher Ton benutzt wurde, das Kennzeichen von Longshan. Sie findet sich aber nur in Shandong häufig, das heißt andernorts war zeitgleich eine gröbere und auch andersfarbige Keramik vorherrschend. Auf die schwarze Keramik folgte die graue Keramik sehr ähnlich der von Longshan, mit dünner Wand und anderer Verzierung, gefunden in Xiaodun (Shanxi) und unmittelbar danach die Bronzezeit. 
Die Longshan-Keramik war die erste Keramik in China, die mittels Töpferscheibe hergestellt wurde. In der früheren Yangshao-Keramik findet sich kein Hinweis auf Töpferscheiben.
Neben anderen Formen finden sich auch Gefäße mit drei Beinen, deren Aussehen dann in der Bronzezeit nachgeahmt wurde (= ding). 
Während der Longshan-Kultur wurden Dörfer mit Wällen aus Stampflehm (hang-t'u) errichtet, und zwar als Dauerwohnungen auf Anhöhen längs der Flüsse. Der Lehm wurde dafür in einer Verschalung schichtenweise festgestampft. Aus derartigen Dörfern entwickelten sich mehrere Machtzentren der Shang-Zeit. Im Gegensatz dazu war das Yangshao-Dorf lediglich zeitweise benutzt und unbefestigt. Gehalten wurden Schweine, Schafe und Rinder, nicht jedoch Pferde. Die Kultivierung des Reis wurde zu dieser Zeit gängig. 
Die Longshan-Kultur war patriarchal. Das ist aus der Anordnung der Skelette in den Gräbern erkennbar, in denen die Frau dem Mann zugeordnet wurde. Dagegen war die frühere Yangshao-Kultur (5000–2000 v. Chr.) offenbar noch matriarchal. 
Es finden sich auch Schmuckstücke aus Jade. Es gab also eine Oberschicht, die sich zur Longshan-Zeit entwickelte und deren Existenz sich auch in den Gräbern spiegelt.
Ein weiteres Kennzeichen der Longshan-Kultur ist das Auftauchen des Knochenorakels (Scapulomantie), für das man Knochen durchbohrte und glühende Holzstückchen hineinsteckte, um die Risse zu deuten.
Die Bevölkerungszahl des chinesischen Neolithikums erreichte während der Longshan-Kultur ihren Höhepunkt. Gegen Ende kam es dann zu einem starken Abfall, belegt durch eine Abnahme der qualitativ hochwertigen schwarzen Töpferware bei rituellen Beerdigungen. 
Bei den Longshan-Kulturen werden von chinesischen Archäologen gewöhnlich unterschieden:
Longshan-Kultur von Shandong, Longshan-Kultur der zweiten Periode der Miaodigou-Kultur, Longshan-Kultur von Henan, Longshan-Kultur von Shanxi und Longshan-Kultur von Taosi. Gröber unterteilt ist es die Longshan-Kultur in Shandong und eine zentralchinesische Longshan-Kultur.
Eine Reihe lokaler Abwanderungen brachte die Longshan-Kultur an den Mittellauf des Yangtse, an Südchinas Küste und schon früh, das heißt etwa 2500 v. Chr., bis nach Taiwan.
Die Longshan-Kultur ist ein direkter Vorfahr der Shang-Kultur, der ersten „chinesischen“ Kultur. Die einsetzende Bronzezeit (ca. 2000 v. Chr. in Gansu) markiert dann gegen 1800 v. Chr. ihr Ende.